# Subaru
Subaru es un fabricante de automóviles japonés, subsidiaria de la compañía Subaru Corporation, antes Fuji Heavy Industries o FHI, según sus siglas, la cual es propietaria del 80% de su paquete accionario. El otro 20% ha sido gestionado por el gigante estadounidense General Motors entre 1999 y 2005. Tras ese período, GM traspasó el 8.7% de sus acciones a Toyota y el resto lo dejaron al mercado abierto. Finalmente, Toyota amplió su participación adquiriendo el total de ese 20% en 2019.

## Marca

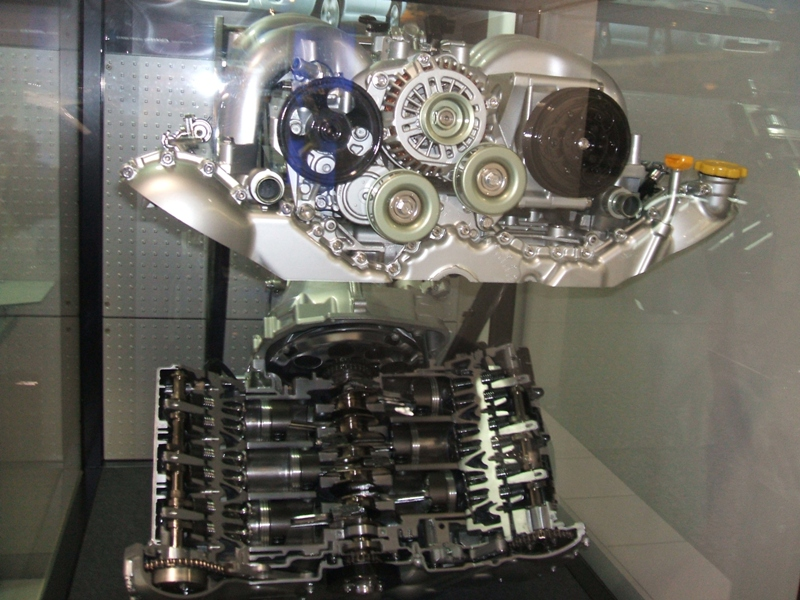
Motor tipo bóxer de Subaru

Subaru es una palabra japonesa que significa "Las Pléyades"; y el logotipo, que consta de seis estrellas, cinco del mismo tamaño y una más grande, hace alusión al cúmulo estelar abierto de Las Pléyades, símbolo de la unión de cinco compañías tras la Segunda Guerra Mundial y que ahora conforman "Fuji Heavy Industries LTD. of Japan", la cual es simbolizada por la estrella mayor.
En 2004, Subaru fabricó 601 505 vehículos, superando los 544 868 producidos en 2003. La cifra ubicó a Subaru en el puesto #19 de la clasificación mundial de fabricantes, mientras que en 2014 tuvo el séptimo de crecimiento continuo de ventas en Estados Unidos y sumó un total mundial de ventas de 889 000 unidades. Fue fundada en 1953 y su primer modelo fue el Subaru 360, que se lanzó en 1958. En 1966, lanzó su modelo 1000, el primer automóvil de tracción delantera fabricado masivamente en Japón. Otro hito fue la camioneta SW 4WD de 1972, el primer automóvil de turismo con tracción en las cuatro ruedas del mundo. 
Subaru es pionero en el uso de tracción integral en automóviles de turismo. Todos sus modelos, excepto un subcompacto que solamente se vende en Japón, poseen este sistema, sea de serie u opcionalmente. Otra peculiaridad es el uso del motor plano de cilindros horizontalmente opuestos, lo que proporciona a sus automóviles un centro de gravedad más bajo que los coches que montan los cilindros en V o en línea.
Su modelo de bandera es el Legacy, cuya sexta generación fue presentada en 2014 junto con el Outback. Ambos modelos han sido ubicados en un segmento de lujo medio con potentes motores y abundantes accesorios y detalles propios de la categoría prémium. Subaru produce, además de vehículos para el mercado japonés, cuatro gamas para exportación: Impreza (turismo del segmento C), Legacy (turismo del segmento D), Outback (vehículo deportivo utilitario derivado del Legacy), Forester (SUV compacto) y XV (SUV compacto).
Desde su central europea ubicada en Alemania, Subaru ha confirmado que la producción del WRX STI se detendría en Europa a partir del verano de 2018.
Todos aquellos amantes de la automoción o fanáticos de Subaru en Europa que quieran guardar en su garaje un WRX STI deben darse prisa, ya que según las últimas informaciones venidas desde la central europea de la marca en Alemania, la producción del WRX STI se detendrá en Europa a partir del verano de 2018, suponiendo el adiós definitivo de uno de los deportivos compactos más míticos de nuestro tiempo después de 17 años de actividad en el Viejo Continente.
Aunque Subaru no ha querido dar mucho detalle sobre esta decisión, lo cierto es que la guerra de muchos países de Europa contra los combustibles tradicionales y las estrictas regulaciones que se están aplicando en muchos casos, están forzando a los fabricantes a renunciar a algunos de sus modelos más icónicos y deportivos. Es el caso del WRX STI, que con su motor de gasolina tipo bóxer de 300 CV (296 HP; 221 kW), parece no tener sitio en Europa.
"El WRX STI tiene una larga historia de éxitos en competición y disfruta de una pequeña pero leal legión de fanes. Los continuos endurecimientos de las regulaciones de emisiones en Europa hacen que las condiciones para este atleta clásico sean más difíciles y ese es el motivo por el que el fabricante ha decidido detener la producción", explica Christian Amenda, de Subaru Alemania, en declaraciones recogidas por Top Gear.
Cabe recordar que Subaru presentó el nuevo WRX STI de 2018 hace un par de meses antes en el Salón del Automóvil de Fráncfort 2017. La nueva versión destaca por novedades estéticas que pasan por unas líneas más agresivas y afiladas, así como un habitáculo más confortable y tecnológico. El precio del modelo parte de los 46 900 €.
Por el momento, Subaru tampoco ha informado sobre los planes de futuro para hacer posible que el WRX STI vuelva Europa, pero según diversos medios, la próxima generación podría equipar una motorización híbrida que abriría la puerta al regreso al Viejo Continente. Así, en lugar de un único motor bóxer de gasolina, el vehículo montaría también un motor eléctrico en la parte trasera, lo que le permitiría incluso aumentar sus prestaciones.

## En competición

### Campeonato Mundial de Rally

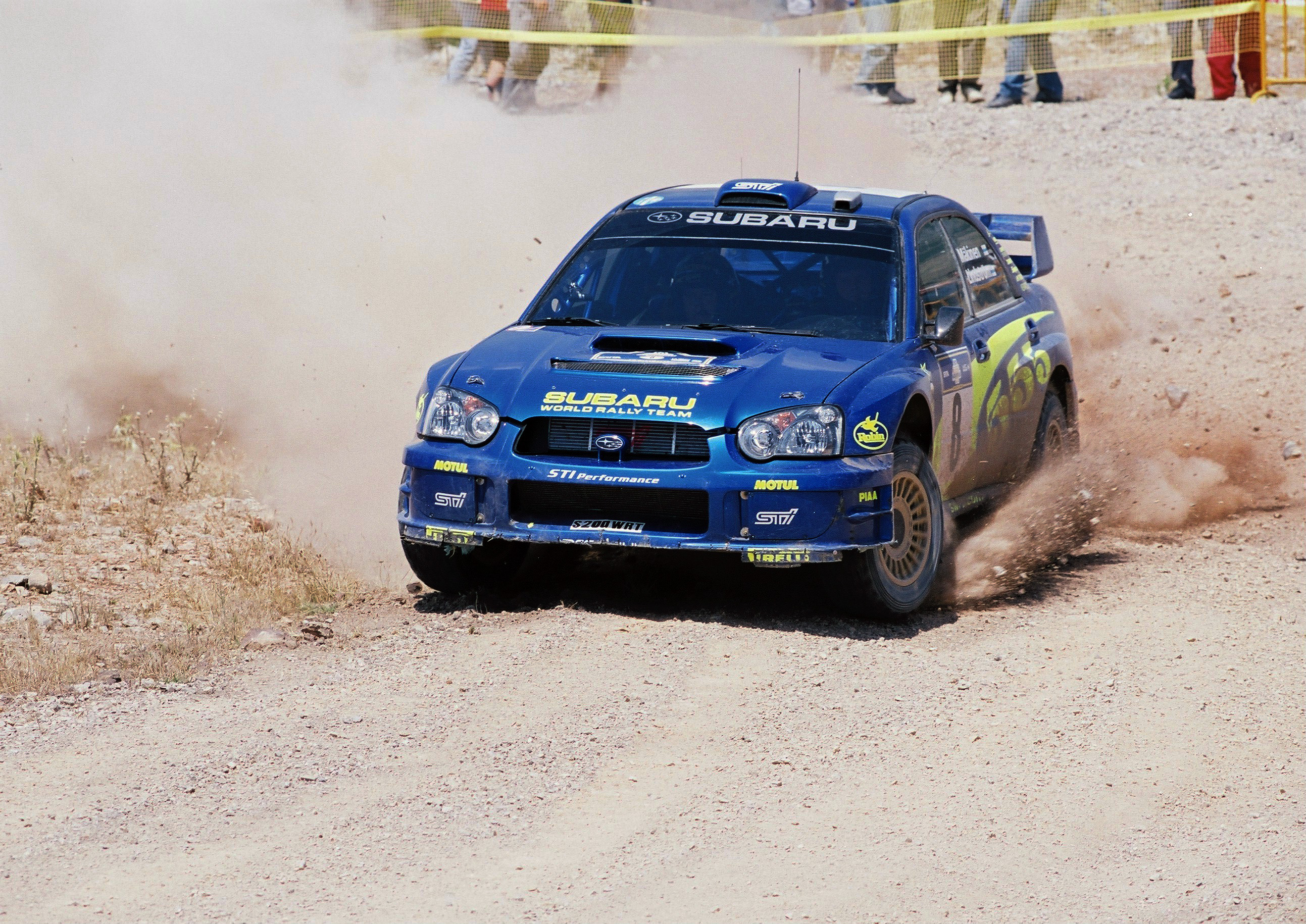
Impreza WRC en el Rally Acrópolis de 2003

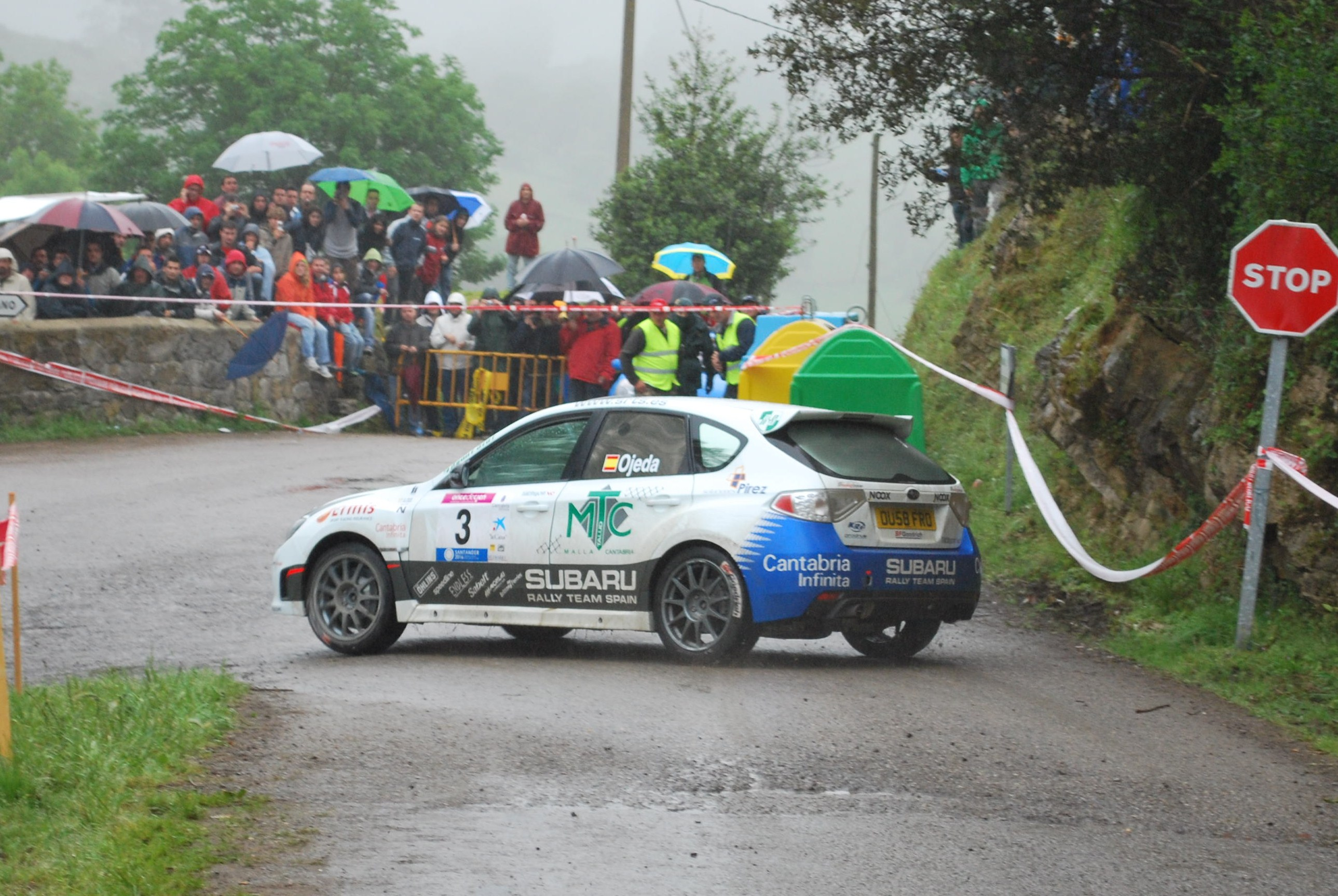
Enrique García Ojeda en el Rally Cantabria-Infinita de 2009

A pesar de que Subaru ha participado en el Campeonato Mundial de Rally en varias ocasiones desde 1980, no fue hasta septiembre de 1989, cuando se creó de forma actual el equipo Subaru World Rally Team. Subaru Technica International (STI), con su presidente Ryuichiro Kuze forjaron una asociación con la firma británica Prodrive, para prepararse y entrar con el recientemente introducido Legacy RS en el Campeonato del Mundo.
Subaru inicia sus andaduras en el Campeonato del Mundo de Rallys, con Subaru Rally Team Japón, dirigida por Noriyuki Koseki, el fundador de Subaru Technica Internacional. El primer coche de Subaru entró en la Temporada 1980 del Campeonato Mundial de Rally en el Rally Safari y desde entonces, el equipo participó en algunos eventos por temporada, conduciendo el Subaru Leone. Los pilotos en los primeros años fueron Ari Vatanen, Per Eklund, Shekhar Mehta, Mike Kirkland, Possum Bourne y Harald Demuth. Con el comienzo del esfuerzo de Prodrive, el equipo compitió en paralelo antes de fusionarse.
Subaru entró en su primer coche desarrollado Prodrive: el Subaru Legacy RS del Grupo A en la temporada de 1990, pilotado por el finlandés Markku Alén, quien quedó en el equipo tras la temporada de 1991. Sus éxitos incluyen un 4.º lugar en el Rally de Finlandia de 1990, también conocido como el "Rally de los 1000 Lagos" y, en 1991, un tercero y dos cuartos. Para la temporada de 1992, Subaru no entró en siete de las catorce pruebas del WRC, prefiriendo demostrar la capacidad del coche de rally en tierra. Los pilotos para el año 1992 fueron: el finlandés Ari Vatanen, con su copiloto Bruno Berglund y el escocés Colin McRae, con su copiloto Derek Ringer. Ambos pilotos fueron capaces de lograr finalizar en segundo lugar.
En la temporada 1993 del WRC, el equipo Subaru debutó su distintivo color azul y amarillo, junto con un nuevo patrocinador, State Express 555. Ari Vatanen y Colin McRae fueron los principales pilotos, en la temporada que McRae completó el primer año de la competición del Campeonato mundial de Rally. Markku Alén, regresó a tiempo parcial para el equipo después de un breve paso por Toyota en 1992 y retomó terminando segundo en Portugal. McRae tuvo la primera victoria con Subaru, en el octavo evento de la temporada, el Rally de Nueva Zelanda, la última competición para el Subaru Legacy Grupo A. En el próximo evento, el Rally de Finlandia, se estrenó su nuevo coche de rally Subaru Impreza Grupo A desarrollado por Prodrive, conocido como el Impreza 555, pilotado por Vatanen y Alén. Ambos demostraron que el coche era rápido, lideró durante gran parte del rally y obtuvo un primer y segundo puesto, respectivamente. Al final de la temporada, Vatanen acabó segundo en el Campeonato de Pilotos y Colin McRae terminó en el primer puesto. Subaru terminó primero en el campeonato de constructores y de pilotos. Otros pilotos también compitieron para el equipo Subaru en eventos seleccionados: Possum Bourne compitió el Rally de Nueva Zelanda de 1993 y en el Rally de Australia de 1993. Piero Liatti compitió en el Rally de San Remo de 1993 y en el Rally de Gran Bretaña de 1993. Richard Burns, que más tarde se unió a SWRT, Alister McRae, hermano de Colin, también se unió al equipo para correr el Rally de Gran Bretaña. Los pilotos Eklund y Hannu Mikkola participaron para el equipo en el Rally de Suecia de 1993.
En 1994, Carlos Sainz se unió al equipo con el copiloto Luis Moya y llevó al Impreza 555 a ganar su primera victoria en el Rally Acrópolis de 1994. Más tarde gana en Nueva Zelanda y Gran Bretaña con McRae al volante. En el campeonato de fabricantes, logró un segundo puesto, detrás de Toyota, con Sainz, que terminó en la segunda posición del campeonato, y McRae tercero. Otros conductores para el equipo Subaru en 1994, como Patrick Njiru, compitiendo en el Rally Safari, Richard Burns en el Rally Safari y Rally de Gran Bretaña, Possum Bourne en Nueva Zelanda y Piero Liatti en el Rally de San Remo de 1994.
En la temporada de 1995, Sainz se mantuvo en el 5.º lugar y McRae en el 4.º. Sainz ganó la ronda de apertura de la temporada en el Rally de Montecarlo de 1995, mientras que McRae se estrelló. En el Rally de Suecia de 1995, Sainz, McRae y Jonsson, el tercer piloto ambos se retiraron con problemas en el motor. Sainz volvió a ganar en el Rally de Portugal de 1995, mientras que McRae terminó en segundo lugar. En el Rally de Córcega de 1995, Sainz, McRae y el tercer piloto Piero Liatti terminaron primero, segundo y tercero, respectivamente. En el Rally de Nueva Zelanda de 1995, McRae obtuvo su primera victoria de la temporada. Otros pilotos del equipo como Possum Bourne, terminó en el cuarto lugar y Richard Burns, que se retiró con un fallo mecánico. En el Rally de Australia de 1995, McRae se terminó segundo. Sainz se retiró después de que su radiador no aguantara más, mientras que el tercer piloto, Bourne, se retiró después de un accidente. En el Rally Cataluña de 1995, Subaru cerró el podio con un final de 1-2-3. McRae tuvo en primer lugar, Sainz fue segundo y el tercer piloto, Piero Liatti terminó en tercer lugar. Tras el Rally Cataluña, Sainz y McRae estaban empatados en puntos a falta del último evento de la temporada, el Rally de Gran Bretaña de 1995. McRae ganó, consiguiendo su primer campeonato y el segundo para el equipo Subaru. Sainz terminó cerca, en segundo lugar, quedando segundo en el campeonato y, el tercer piloto Richard Burns, terminó en tercer lugar, dándole al equipo una tercera final consecutiva 1-2-3. Entre McRae y Sainz, el equipo logró ganar cinco de los ocho rallys de la temporada, ganando su segundo Campeonato de Constructores. Al final de la temporada, Sainz dejó a Subaru para unirse al Ford World Rally Team.
Para la temporada 1996, Colin McRae volvió a ser el primer piloto de Subaru. Después de su campeonato en el Campeonato de 1995 y la salida de Sainz del equipo, su Impreza 555 llevaba el #1. A él se unieron los pilotos Kenneth Eriksson, con el #2 y Piero Liatti, con sus copilotos, Staffan Parmander y Mario Ferfoglia, respectivamente. En el primer evento de la temporada, en el Rally de Suecia de 1996, McRae fue segundo, Eriksson logró el tercer puesto y Liatti terminó el quinto. El piloto, campeón del mundo de 1994, Didier Auriol, también condujo para el equipo Subaru en Suecia, llevando el coche #3 a la segunda posición. En el Rally de Indonesia de 1996, Liatti terminó en segundo lugar, mientras que McRae y Eriksson tuvieron accidentes. La primera victoria de McRae de la temporada fue en el Rally Acrópolis de 1996, en la cuarta ronda del campeonato. Liatti y Eriksson terminaron tercero y cuarto, respectivamente. Eriksson fue segundo y Liatti tercero en el Rally de Argentina de 1996. McRae se estrelló en el Rally de Argentina y en el siguiente evento, el Rally de Finlandia de 1996. Liatti no compitió en Finlandia, aunque Eriksson logró terminar en 1.ª posición. McRae, Eriksson y Liatti terminaron 1.º, 2.º, y 4.º, respectivamente en el Rally de Australia de 1996. En el Rally de San Remo de 1996, McRae obtuvo la victoria, con Eriksson, terminando en tercer lugar. Liatti se retiró después de un fallo eléctrico. En la última ronda de la temporada, el Rally Cataluña de 1996, McRae obtuvo una segunda victoria consecutiva. Subaru tuvo un final de 1-2 con Liatti al terminar segundo. Eriksson terminó en cuarta posición. Gracias a los podios cosechados durante toda la temporada, Subaru defendió con éxito su título de constructores y McRae volvió a ganar el campeonato.
En el año 1997, McRae volvió a liderar el equipo, sin embargo su copiloto Derek Ringer fue sustituido por el galés Nicky Grist. Como pilotos secundarios del equipo estaban Piero Liatti y su copiloto Fabrizia Pons, por primera vez en el Rally de Montecarlo de 1997, Olivier Burri / Christophe Hofmann y Kenneth Eriksson / Staffan Parmander, por primera vez en Suecia y Nueva Zelanda. Una vez más el equipo defendió con éxito su Campeonato de Constructores, ganando ocho victorias en las catorce reuniones, pero McRae perdió el Campeonato ante Tommi Mäkinen por un solo punto. 
En 1998 el equipo casi no tuvo cambios de alineación, aunque Jahu Kangas / Pentti Kuukkala y Kytölehto Jarno / Arto Kapanen participaron en una ronda cada uno. McRae se ganó en Portugal, Córcega y Grecia. Sin embargo, el mal tiempo y los fallos mecánicos dañaron al equipo, por lo que Subaru y McRae terminaron en segundo lugar. Al final de la temporada, McRae dejó el equipo para unirse a Ford, con la tentadora perspectiva de conducir el nuevo coche de la marca: el Ford Focus WRC.
Subaru tuvo una línea nueva de todo para la temporada de 1999, con los pilotos Richard Burns / Robert Reid, Juha Kankkunen / Juha Repo y el tercer equipo, con Bruno Thiry / Stéphane Prévot. El nuevo coche WRC de 1999, contó con un control electrónico de transmisión semiautomática con un "drive-by-wire" en el acelerador. Debido a dificultades técnicas, el equipo luchó hasta la séptima ronda de la temporada en Argentina. A partir de ahí pisó el podio en siete de los ocho eventos, con cinco victorias, tres ocasiones en las cuales fue segundo. Subaru terminó segundo en el campeonato de constructores, a solamente cuatro puntos de Toyota. Burns anotó victorias en Grecia, Australia y Gales, para el segundo y Kankkunen tomó el tercer lugar en Campeonato de Pilotos, con victorias en Argentina y Finlandia.
Burns y Kankkunen siguieron en la unidad de Subaru en la temporada del año 2000. Año en el que Petter Solberg se une al equipo en la mitad de la temporada, en el Rally de Francia. El equipo terminó primero en el campeonato, y Burns obtuvo el segundo Campeonato de Pilotos por segundo año consecutivo.
En la temporada 2001, Subaru pilotado por Burns y Solberg, se denomina line-up con Markko Märtin / Michael Park y Toshi Arai / Tony Sircombe compitiendo en eventos seleccionados. Subaru volvió a ganar el Campeonato de Pilotos y Constructores en 2001 de la mano de Richard Burns y su copiloto Robert Reid. Al final de esa temporada, Burns abandona Subaru para competir con Peugeot.
Para la temporada de 2002, Burns fue sustituido por Tommi Mäkinen y su copiloto Kaj Lindström. Petter Solberg continúa en el equipo y Pasi Hagstrom fue el conductor de pruebas del equipo. Mäkinen después de una dura temporada, logra ganar en Rally de Montecarlo de 2002 y solamente fue capaz de terminar cinco eventos más durante toda la temporada. A su compañero de equipo, Solberg, le ha ido mucho mejor terminando nueve eventos, de los cuales cinco fueron podios, incluyendo su primera victoria en el WRC, en el Rally de Gran Bretaña de 2002, en la última ronda de la temporada. 
Para la temporada 2003, la alineación de pilotos se mantuvo sin cambios respecto al año anterior. Solberg condujo el auto #7 y Mäkinen el coche #8. La temporada tuvo un mal comienzo, ya que ninguno de los pilotos lograron terminar el Rally de Montecarlo de 2003. Solberg se anotó cuatro victorias: en Chipre, Australia, Francia y terminó la temporada con su segunda victoria consecutiva en el Rally de Gran Bretaña de 2003, asegurándose el Campeonato para él y su copiloto Philip Mills, ante una ajustada clasificación de Sébastien Loeb a un punto. El equipo solamente logró alcanzar el segundo lugar en campeonato de constructores de la temporada, conquistado por Citroën y Peugeot. Al final de la temporada, Tommi Mäkinen se retiró del WRC.
Durante la temporada 2004, Solberg estuvo acompañado por el piloto finlandés Mikko Hirvonen y su copiloto Jarmo Lehtinen. Subaru logró consolidar el segundo lugar en el Campeonato de fabricantes, mientras que Solberg fue segundo, ganando cinco rallys de la temporada: Nueva Zelanda, Grecia, Japón, Italia y un tercero en victoria consecutiva del Rally de Gales. Hirvonen terminó la temporada en el cuarto lugar. No volvió a firmar para la temporada 2005. 
En 2005, Petter Solberg volvió a liderar al equipo con el #5, mientras que Hirvonen fue reemplazado por Chris Atkinson con el #6. El joven australiano debutó en el Uddeholm Rally de Suecia de 2005 y terminó tercero en el Rally de Japón. Petter Solberg ha conseguido victorias en México y Suecia a principios de la temporada. Terminó la temporada detrás de Sébastien Loeb, empatado en segundo lugar con Marcus Grönholm. En el campeonato de fabricantes, Subaru solamente consiguió terminar segundo en la general, por delante del Mitsubishi y Škoda.
Petter Solberg volvió a liderar el equipo en toda la Temporada 2006 del Campeonato Mundial de Rally y el segundo coche pilotado por Chris Atkinson y su copiloto Glenn Macneall para eventos de grava, mientras que en asfalto fue impulsado por el expiloto Fórmula 1 Stéphane Sarrazin. El WRC de 2006 tuvo varios cambios de gobierno, que prohibía varias cosas del año anterior como inyección de agua, ordenar que los equipos deben de usar de nuevo los coches y los motores en una selección de "pares" de los acontecimientos. Debido a los cambios de las reglas, el coche fue introducido en la primera ronda de la temporada.
La temporada de Subaru tuvo un mal comienzo, ya que Solberg no pudo anotar en los dos primeros rallys debido a fallos mecánicos. Debido a los resultados, después de una década de funcionamiento del equipo, el jefe del equipo David Lapworth fue reemplazado por Paul Howarth. Hasta el tercer rally de la temporada, el Rally de México de 2006, Petter no logra resultados, terminando en segundo lugar. Tomó otro segundo puesto en el Rally de Argentina de 2006 y otra vez en el Rally de Australia de 2006. El equipo finalizó la temporada en tercer lugar, mientras que Solberg ha finalizado en cuarta posición en el campeonato. Sin embargo, el equipo solamente fue capaz de lograr cuatro victorias. La temporada de Subaru de 2006 se caracteriza como decepcionante y fue objeto de una serie llamada Ingeniería del Rally Mundial, emitida por Discovery Channel. En el programa, la triste temporada de Subaru fue descrita como "La Temporada del infierno".
Solberg volvió a liderar al equipo para la temporada 2007, pilotando el Impreza #7. Sarrazin ha dejado el equipo, quedando Chris Atkinson como el conductor número dos, piloto del coche # 8. Atkinson consiguió hacerse con el segundo lugar en el evento de apertura de la temporada en Monte Carlo. En el Rally de Portugal de 2007, Solberg llegó en primer lugar, después de la descalificación de Ford, debido a que el cristal de sus ventanas traseras era demasiado delgado. Tras la manifestación, el copiloto de Atkinson, Glenn Macneall, elegido para dejar el equipo, y fue reemplazado por Stéphane Prévot. En el Rally Acrópolis de 2007, Solberg logró alcanzar el primer puesto de nuevo.
Después de las vacaciones de verano, el equipo estuvo acompañado en el Rally de Finlandia de 2007 por Xavier Pons. Sin embargo, en el rally, Solberg tuvo que retirarse en el segundo día, después de los problemas de dirección y manipulación desastrosa que el equipo de ingenieros no fue capaz de reparar. Solberg finalizó primero en Irlanda, llamándolo "el rally más difícil que jamás haya hecho". En el evento final de la temporada, el Rally de Gales GB, Solberg ganó la batalla por el primer puesto a Dani Sordo, impulsando a Subaru para el primer lugar en la clasificación de fabricantes. Solberg terminó primero en el Campeonato de Pilotos, mientras que Atkinson tercero.
Petter Solberg y Chris Atkinson continúan con el equipo en la temporada 2008. Xavier Pons dejó el equipo, aunque existe la posibilidad de que vuelva. Con el mandato de la Federación Internacional del Automóvil (FIA) de cambiar los neumáticos a Pirelli, hay menos compuestos disponibles. En el primer rally de la temporada, durante el Rally de Montecarlo de 2008, Atkinson anotó su primer podio en asfalto, después de una reñida batalla con François Duval, mientras que Solberg ha finalizado en tercera posición. En el Rally de Suecia de 2008, Solberg ha terminado en primer lugar, mientras que Atkinson ha finalizado en 21.ª posición tras un trompo en la etapa 3 (especial), que le costó más de 15 minutos. Inmediatamente después del Rally de Suecia, el equipo completó una prueba de grava en España, en la preparación para el Rally de México de 2008, la última prueba con el coche WRC 2007. En el Rally de México, Atkinson quedó en primer lugar. Solberg tuvo que retirarse en el segundo día después de un fallo en su eje de transmisión delantero izquierdo. Continuó con las normas SupeRally el domingo, terminando segundo pese a todos los problemas. El equipo consiguió acabar en segunda posición en el campeonato de pilotos y de constructores.

### Retirada del WRC

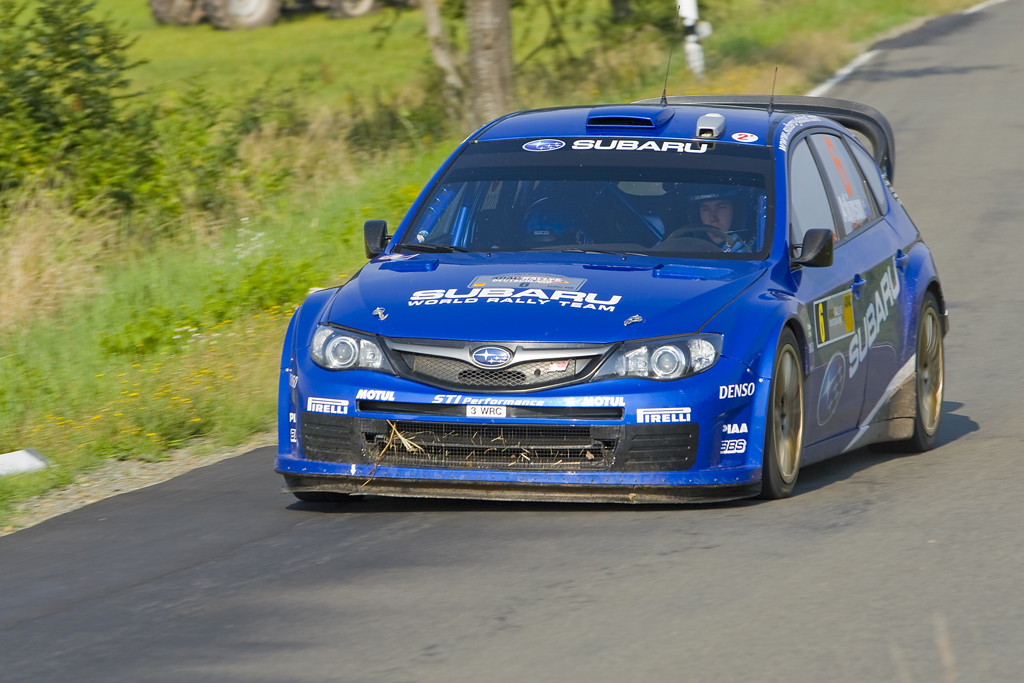
Chris Atkinson en el Rally de Alemania de 2008

El 16 de diciembre de 2008, Subaru anunció por medio de un comunicado su retirada de la Temporada 2009 del Campeonato Mundial de Rally. La noticia se produce solamente veinticuatro horas después del abandono de Suzuki. Con la retirada de ambos equipos, solamente quedan dos constructores para disputar el próximo Mundial: Citroën y Ford. Sin embargo, los Subaru se siguen usando en competiciones de rally alrededor del mundo, especialmente la variante 2003-2004.

Esta repentina decisión es una respuesta a la crisis económica que afecta a toda la industria del automóvil. Después de 20 años en este deporte en los que la escudería Prodrive ha hecho correr los Subaru, consiguiendo siete títulos mundiales no solo es una mala noticia para Subaru y el equipo, sino para millones de aficionados a los rallys.

La retirada de Subaru y Suzuki responde a la profunda crisis económica que está afectando al sector del automóvil. En la Fórmula 1 también se ha retirado Honda. La marca japonesa podría hacer lo mismo en el mundial de motociclismo.

"El entorno de nuestro negocio ha cambiado dramáticamente por el rápido deterioro de la economía mundial. Debemos abandonar la actividad en el Mundial de Rallys para optimizar los recursos y fortalecer la marca Subaru…"
explicó las causas de la retirada: Ikuo Mori, director ejecutivo de Fuji Heavy Industries, que se encarga de la construcción de los Subaru.

## Modelos de automóviles

### Actuales
- Forester (1997-presente).

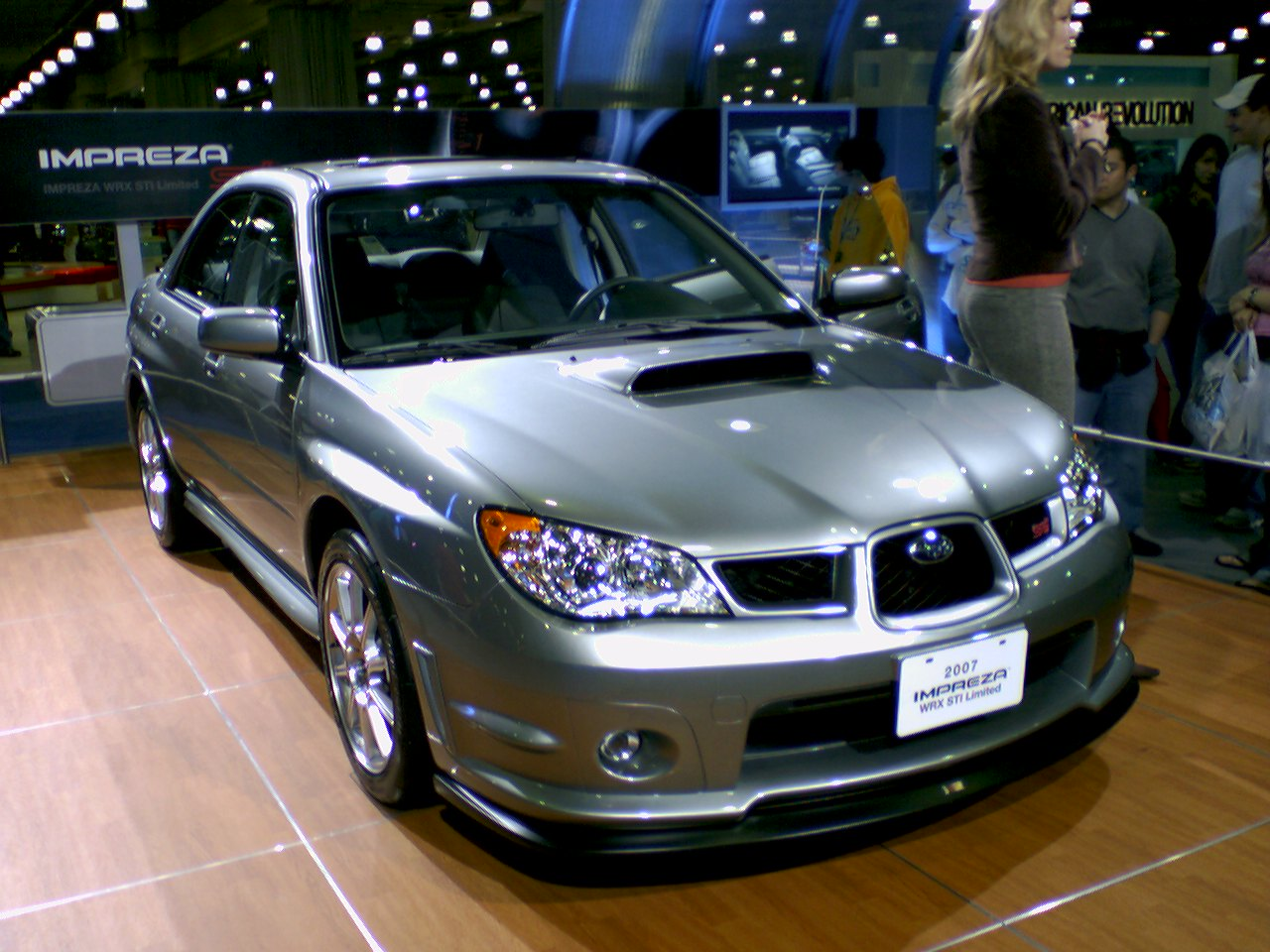
Impreza WRX STI Limited de 2007

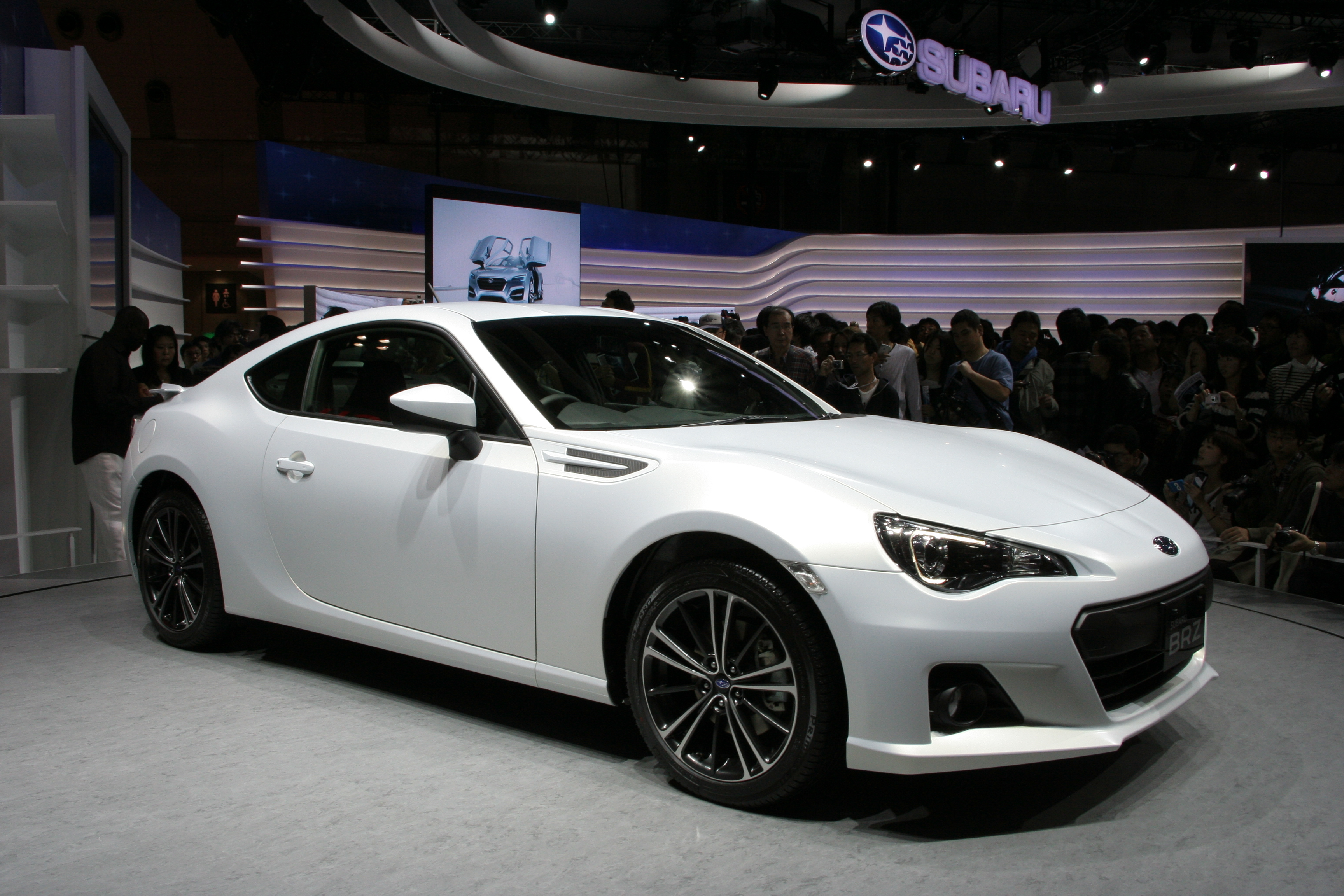
BRZ de 2011

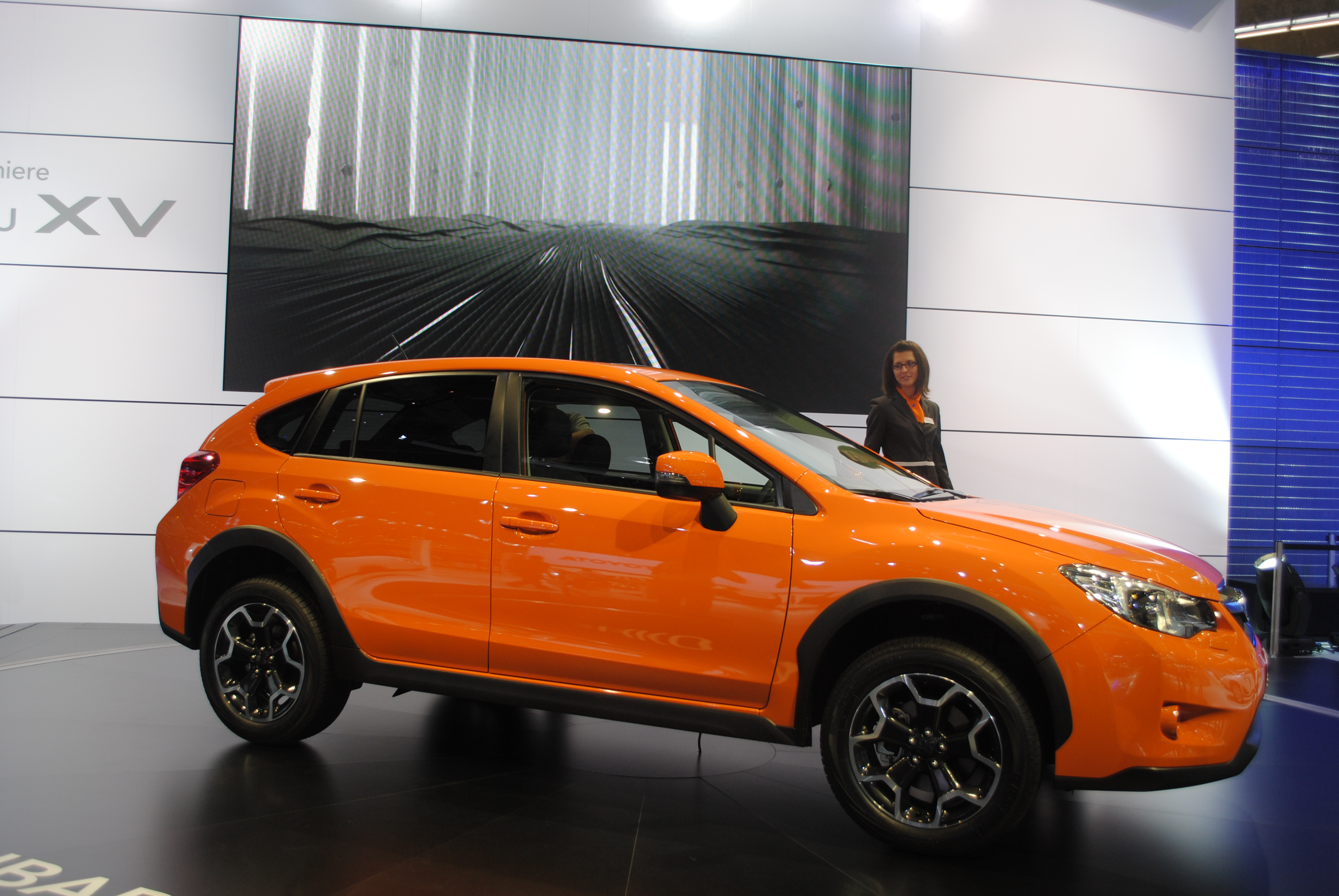
XV

- Impreza, WRX y WRX STI (1992-presente).
- Legacy (1989-presente).
- Outback (1993-presente) Primero como Legacy Outback.
- Levorg (2014-presente) Llegada al mercado internacional en 2015.
- BRZ, deportivo hermano del Toyota GT86.[4]
- XV (2011-presente) en Estados Unidos y Canadá se vende como Subaru Crosstrek.
- Ascent (2017-presente).
- Solterra (2022-presente), SUV Crossover hermana de la Toyota bZ4X.[5]

#### Disponibles solamente en Japón (no en el mercado internacional)
- Subaru Legacy B4 (igual al Legacy del Mercado Internacional)
- Subaru Legacy Outback (igual al Outback del Mercado Internacional)
- Subaru WRX S4 (igual al WRX del Mercado Internacional)
- Subaru Impreza Sport Hybrid (versión híbrida del Impreza HB)
- Subaru Impreza G4 (igual a la versión sedán del Impreza del Mercado Internacional)
- Subaru Exiga Crossover7 (vehículo de 7 pasajeros)
- Subaru Trezia

### Anteriores
- Subaru 360 (1958-1971)
- Subaru Sambar (1961-2012)
- Subaru 1000 (1966-1969)
- Subaru R-2 (1969-1972)
- Subaru Leone (1971-1994)
- Subaru Rex (1972-1992)
- Subaru Domingo (1983-1998)
- Subaru Alcyone (1985-1989)
- Subaru Justy (1984-2010)
- Subaru Vivio (1995-1998)
- Subaru SVX (1989-1996)

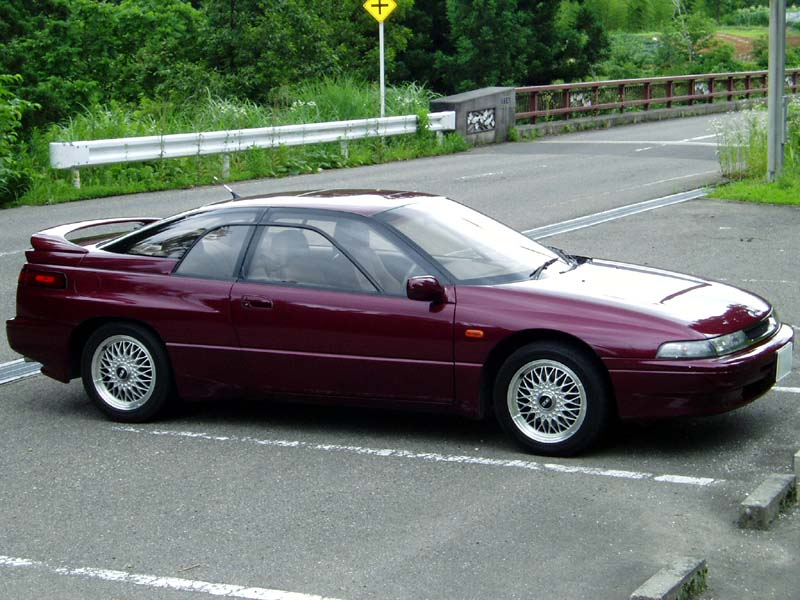
Alcyone SVX

- Subaru Pleo (1998-2010) hermano del Daihatsu Mira.
- Subaru Traviq (2001-2005) hermano del Opel Zafira o Chevrolet Zafira.
- Subaru R2 (2003-2010)
- Subaru R1 (2005-2010)
- Subaru Stella (2006-2012)
- Subaru Tribeca (2005-2014)
- Subaru DEX (2008-2012) hermano del Daihatsu Materia o del Scion xB.
- Subaru Exiga (2008-2012) o Exiga Crossover7, en Japón.
- Subaru Lucra (2010-2014) hermano del Daihatsu Tanto Exe.